# Kiki Dee

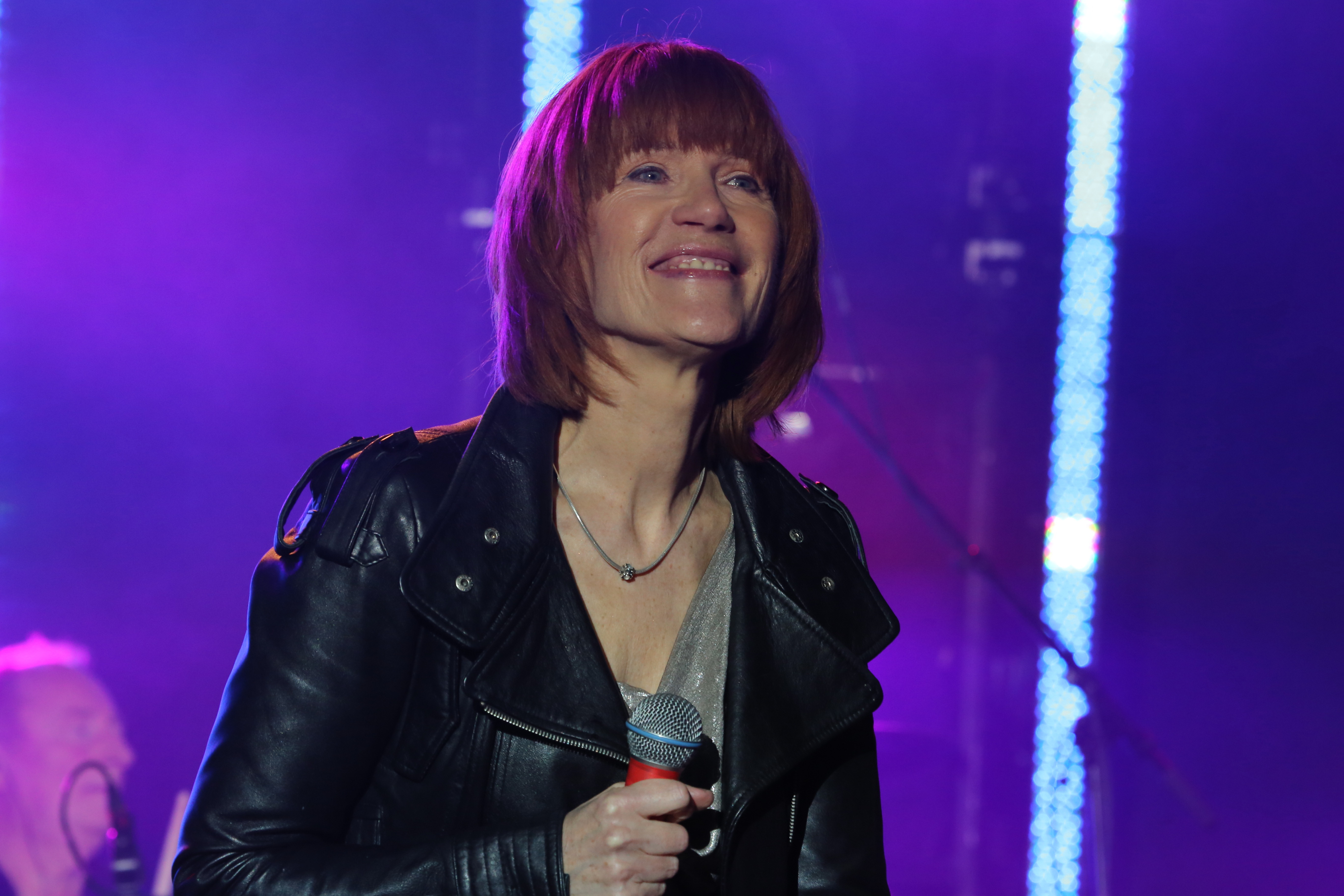
Kiki Dee (2013)

Kiki Dee (* 6. März 1947 in Keighley bei Bradford, Yorkshire; eigentlich Pauline Matthews) ist eine britische Sängerin und Songwriterin.

## Leben
Die erste Single von Kiki Dee erschien 1963 (Early Night von Mitch Murray). Die zweite Single, Don’t Put Your Heart in His Hands, war eine Komposition von Jackie DeShannon und Sharon Sheeley. Im Februar 1964 trat sie erstmals in der britischen Musikshow Ready Steady Go auf. In der Folgezeit coverte sie vor allem aktuelle amerikanische Soul-Hits. Sie unterstützte zusammen mit Madeline Bell und Lesley Duncan Dusty Springfield bei Live-Auftritten und Plattenaufnahmen. Springfield, die ein Fan von Dee war, war im Gegenzug auf einigen von Dees Aufnahmen im Background zu hören.
Im Januar 1965 nahm sie mit dem Titel Aspetta domani (Text: Fred Bongusto) am italienischen Sanremo-Festival teil und erreichte das Finale. Diesen Titel nahm sie daraufhin auch auf Deutsch (Warte bis Morgen) und Spanisch (Espera a mañana) auf. Es folgten weitere Aufnahmen auf Italienisch, Deutsch und Französisch. 1966 hatte Dee ihre erste Filmrolle in dem britischen Musikfilm Dateline Diamonds. Im selben Jahr sang sie den gleichnamigen Titelsong zur britischen Komödie Doctor in Clover. Viele von Dees Aufnahmen aus der zweiten Hälfte der 1960er Jahre wurden zu Klassikern des Northern-Soul-Genres, vor allem Excuse Me (1967), On a Magic Carpet Ride (1968) und Why Don’t I Run Away from You (1966), von dem sie ebenfalls eine deutsche Version aufnahm (Nein, ich weiß nicht mehr, was ich tu).
1968 erschien bei Fontana Records ihr Debütalbum I’m Kiki Dee. Sie war 1969 die erste europäische und nach Debbie Dean und Chris Clark erst die dritte weiße Künstlerin, die bei Motown Records unter Vertrag genommen wurde. Dort veröffentlichte sie im Mai 1970 ihr zweites Album Great Expectations.

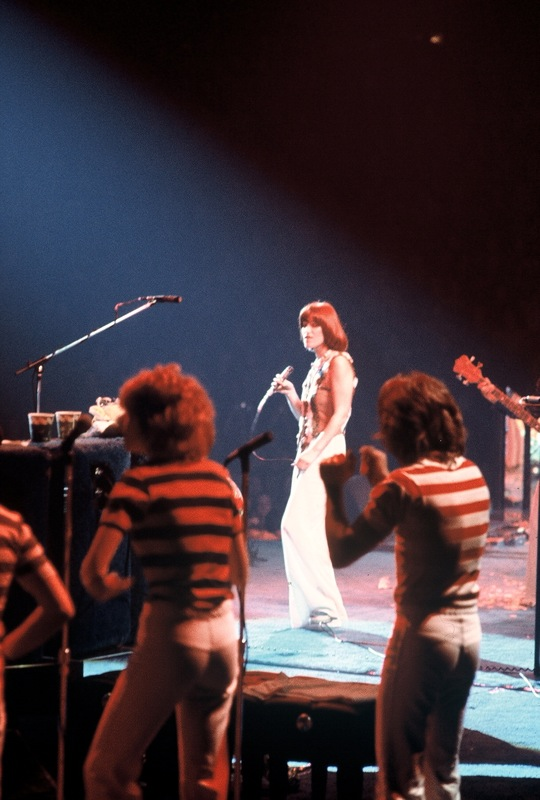
Dee bei einem Konzert mit Elton John (1975)

Kommerzieller Erfolg stellte sich jedoch erst ein, als sie zu Elton Johns Label Rocket Records wechselte. 1973 erreichte sie mit der Ballade Amoureuse Platz 13 in den britischen Charts. Im Folgejahr erreichte sie erneut die Top-20 mit der rhythmischeren Scheibe I’ve Got the Music in Me, die auch in den USA erfolgreich war. Die gleichnamige LP war die einzige von Dee, die unter The Kiki Dee Band erschien.
Ihren größten Erfolg hatte die Sängerin schließlich 1976 mit dem Lied Don’t Go Breaking My Heart, das sie mit Elton John im Duett sang und das auf beiden Seiten des Atlantiks zum Nummer-eins-Hit wurde. Im selben Jahr konnte sie einen weiteren Solohit mit der von ihr selbst geschriebenen Ballade Loving and Free erzielen, die bereits drei Jahre zuvor auf ihrem ersten Album für Rocket erschienen war.
Ein weiteres Duett mit Elton John entstand 1981 für Dees Album Perfect Timing. Dabei handelt es sich um ein Cover des Motown-Klassikers Loving You Is Sweeter Than Ever von den Four Tops. Der Titel wurde in Großbritannien auch als Single veröffentlicht, floppte jedoch. Das Album Perfect Timing war neben der 1977 veröffentlichten LP Kiki Dee das einzige in Dees Karriere, das die britischen Album-Charts erreichte.
Ab 1984 versuchte Dee auch als Schauspielerin Fuß zu fassen und war in mehreren Musicals zu sehen.
Im Jahre 1993 sang sie erneut im Duett mit Elton John. Ihre Version von True Love, dem Titel, den einst Bing Crosby und Grace Kelly zum Evergreen machten, wurde in Großbritannien nochmals zum Hit (Platz 2).
Seit 1995 arbeitet sie musikalisch mit dem Gitarristen, Komponisten und Produzenten Carmelo Luggeri zusammen; die beiden haben inzwischen drei CDs veröffentlicht.

## Diskografie

### Alben
| Jahr | Titel                    | Höchstplatzierung, Gesamtwochen, AuszeichnungChartplatzierungen (Jahr, Titel, Platzierungen, Wochen, Auszeichnungen, Anmerkungen) | Höchstplatzierung, Gesamtwochen, AuszeichnungChartplatzierungen (Jahr, Titel, Platzierungen, Wochen, Auszeichnungen, Anmerkungen) | Anmerkungen                                                |
| Jahr | Titel                    | UK | US | Anmerkungen                                                |
| ---- | ------------------------ | --- | --- | ---------------------------------------------------------- |
| 1974 | I’ve Got the Music in Me | — | US28 (18 Wo.)US | Erstveröffentlichung: 19. September 1974 The Kiki Dee Band |
| 1977 | Kiki Dee                 | UK24 (5 Wo.)UK | US159 (5 Wo.)US | Erstveröffentlichung: 25. Februar 1977                     |
| 1981 | Perfect Timing           | UK47 (4 Wo.)UK | — | Erstveröffentlichung: Juli 1981                            |

Weitere Alben
| - 1968: I’m Kiki Dee (UK) / Patterns (US) - 1970: Great Expectations - 1973: Loving & Free - 1979: Stay with Me - 1987: Angel Eyes - 1993: Blood Brothers | - 1995: Almost Naked - 1998: Where Rivers Meet (mit Carmelo Luggeri) - 2005: The Walk of Faith (mit Carmelo Luggeri) - 2008: Almost Naked: Kiki Dee Live - 2008: Cage the Songbird |

### Kompilationen
| Jahr | Titel            | Höchstplatzierung, Gesamtwochen, AuszeichnungChartplatzierungen (Jahr, Titel, Platzierungen, Wochen, Auszeichnungen, Anmerkungen) | Höchstplatzierung, Gesamtwochen, AuszeichnungChartplatzierungen (Jahr, Titel, Platzierungen, Wochen, Auszeichnungen, Anmerkungen) | Anmerkungen |
| Jahr | Titel            | UK | US | Anmerkungen |
| ---- | ---------------- | --- | --- | ----------- |
| 1994 | The Very Best Of | UK62 (2 Wo.)UK | — |             |
| 2019 | Gold             | UK44 (1 Wo.)UK | — |             |

Weitere Kompilationen
| - 1974: Patterns - 1980: Kiki Dee’s Greatest Hits - 1980: The Very Best of Kiki Dee - 1991: Spotlight on Kiki Dee – Greatest Hits - 1996: Amoureuse | - 2005: Love Makes the World Go Round: The Motown Years - 2009: The Best of Kiki Dee - 2011: I’m Kiki Dee – The Fontana Years 1963–1968 - 2015: Loving & Free + I’ve Got the Music in Me (2 CDs) |

### Singles

#### Solo
| Jahr | Titel Album                                             | Höchstplatzierung, Gesamtwochen, AuszeichnungChartplatzierungen (Jahr, Titel, Album, Platzierungen, Wochen, Auszeichnungen, Anmerkungen) | Höchstplatzierung, Gesamtwochen, AuszeichnungChartplatzierungen (Jahr, Titel, Album, Platzierungen, Wochen, Auszeichnungen, Anmerkungen) | Anmerkungen |
| Jahr | Titel Album                                             | UK | US | Anmerkungen |
| ---- | ------------------------------------------------------- | --- | --- | --- |
| 1971 | Love Makes the World Go Round Great Expectations        | — | US87 (3 Wo.)US | Erstveröffentlichung: 12. Februar 1971 Autor und Original: Deon Jackson, 1965                                                                         |
| 1973 | Amoureuse Loving and Free                               | UK13 (16 Wo.)UK | — | Erstveröffentlichung: 5. Oktober 1973 Autor und Original: Véronique Sanson, 1972                                                                      |
| 1974 | I’ve Got the Music in Me                                | UK19 (8 Wo.)UK | US12 (20 Wo.)US | Erstveröffentlichung: 26. Juli 1974 The Kiki Dee Band Autor: Bias Boshell                                                                             |
| 1975 | (You Don’t Know) How Glad I Am Kiki Dee’s Greatest Hits | UK33 (4 Wo.)UK | US74 (3 Wo.)US | Erstveröffentlichung: 21. März 1975 The Kiki Dee Band, Original: Nancy Wilson, 1964 Autoren: Jimmy Williams, Larry Harrison                           |
| 1975 | Once a Fool Kiki Dee’s Greatest Hits                    | — | US82 (4 Wo.)US | Erstveröffentlichung: 14. November 1975 Autoren: Brian Potter, Dennis Lambert                                                                         |
| 1976 | Loving and Free                                         | UK13 (8 Wo.)UK | — | Autor: Kiki Dee |
| 1977 | First Thing in the Morning Kiki Dee                     | UK32 (5 Wo.)UK | — | Erstveröffentlichung: 21. Januar 1977 Autor: Bias Boshell                                                                                             |
| 1977 | Chicago Kiki Dee                                        | UK28 (4 Wo.)UK | — | Erstveröffentlichung: 19. Mai 1977 Autoren: Don Goodman, Jack Conrad Original: The Bottom Line, 1976 Splitsingle, A-Seite: Elton John – Bite Your Lip |
| 1981 | Star Perfect Timing                                     | UK13 (10 Wo.)UK | — | Erstveröffentlichung: 6. Februar 1981 Autor: Doreen Chanter                                                                                           |
| 1981 | Perfect Timing                                          | UK66 (3 Wo.)UK | — | Erstveröffentlichung: 8. Mai 1981 Autor: Kit Hain |

Weitere Singles
| - 1963: Early Night - 1963: Don’t Put Your Heart in His Hand - 1964: Miracles - 1964: (You Don’t Know) How Glad I Am - 1965: Runnin’ Out of Fools - 1966: I Dig You Baby - 1966: Why Don’t I Run Away from You? - 1966: Johnny’s Kuss (With a Kiss) - 1967: I’m Going Out (The Same Way I Came In) - 1967: ’I’ - 1967: Excuse Me - 1968: Can’t Take My Eyes off You - 1968: Patterns - 1968: Now the Flowers Cry - 1970: The Day Will Come Between Sunday and Monday - 1973: Lonnie and Josie - 1974: Excuse Me | - 1974: Super Cool - 1974: Hard Luck Story (The Kiki Dee Band) - 1975: Step by Step - 1977: Night Hours - 1977: Bite Your Lip (Get Up and Dance) - 1978: Stay with Me Baby - 1978: One Step - 1979: One Jump Ahead of the Storm - 1981: Midnight Flyer (The Kiki Dee Band) - 1983: The Loser Gets to Win - 1983: Cold as Christmas - 1986: Another Day Comes (Another Day Goes) - 1987: Stay Close to You - 1987: I Fall in Love Too Easily - 1987: Angel Eyes - 2014: On a Magic Carpet Ride |

#### Duette
| Jahr | Titel Album                                                     | Höchstplatzierung, Gesamtwochen, AuszeichnungChartplatzierungen (Jahr, Titel, Album, Platzierungen, Wochen, Auszeichnungen, Anmerkungen) | Höchstplatzierung, Gesamtwochen, AuszeichnungChartplatzierungen (Jahr, Titel, Album, Platzierungen, Wochen, Auszeichnungen, Anmerkungen) | Höchstplatzierung, Gesamtwochen, AuszeichnungChartplatzierungen (Jahr, Titel, Album, Platzierungen, Wochen, Auszeichnungen, Anmerkungen) | Höchstplatzierung, Gesamtwochen, AuszeichnungChartplatzierungen (Jahr, Titel, Album, Platzierungen, Wochen, Auszeichnungen, Anmerkungen) | Höchstplatzierung, Gesamtwochen, AuszeichnungChartplatzierungen (Jahr, Titel, Album, Platzierungen, Wochen, Auszeichnungen, Anmerkungen) | Anmerkungen                                                                    |
| Jahr | Titel Album                                                     | DE | AT | CH | UK | US | Anmerkungen                                                                    |
| ---- | --------------------------------------------------------------- | --- | --- | --- | --- | --- | ------------------------------------------------------------------------------ |
| 1976 | Don’t Go Breaking My Heart Elton John’s Greatest Hits Volume II | DE5 (19 Wo.)DE | AT8 Platin · (8 Wo.)AT | CH4 (11 Wo.)CH | UK1 ×2Gold (Physisch) + Doppelplatin (Digital) · (14 Wo.)UK                                                                              | US1 ×2Doppelplatin · (19 Wo.)US | mit Elton John Autoren: Ann Orson, Carte Blanche                               |
| 1993 | True Love Duets                                                 | DE38 (10 Wo.)DE | AT22 (6 Wo.)AT | CH11 (11 Wo.)CH | UK2 Silber · (10 Wo.)UK | US56 (12 Wo.)US | mit Elton John, Autor: Cole Porter Original: Bing Crosby und Grace Kelly, 1956 |

Weitere Duette
- 1981: Loving You Is Sweeter Than Ever (mit Elton John)
- 1987: Feel so Good (Tom Robinson mit Kiki Dee)